# Rivière à la Fourche (rivière Verte)
Pour les articles homonymes, voir Rivière à la Fourche et Fourche.
La rivière à la Fourche coule dans les municipalités de Saint-Épiphane et L'Isle-Verte, dans la municipalité régionale de comté (MRC) de Rivière-du-Loup, dans la région administrative du Bas-Saint-Laurent, au Québec, au Canada.
La rivière à la Fourche est un affluent de la rive est de la rivière Verte laquelle coule vers le nord jusqu'au littoral sud-est du fleuve Saint-Laurent à la hauteur de L'Isle-Verte.

## Géographie
La rivière à la Fourche prend sa source en zone agricole dans la partie sud-est de la municipalité de Saint-Épiphane. Cette source est située au nord-est de la route 291 et au sud-est du chemin du 4e rang est, à 16,3 km au sud-est du littoral sud-est de l'estuaire du Saint-Laurent et à 4,2 km au sud-est du centre du village de Saint-Épiphane.
À partir de sa source, la rivière à la Fourche coule surtout en zone agricole sur 21,2 km répartis selon les segments suivants :
- 1,0 km vers le nord, jusqu'au chemin du 4e rang est ;
- 0,4 km vers le nord, jusqu'au chemin du 3e rang est ;
- 4,0 km vers le nord, jusqu'à la route des Sauvages Sud ;
- 1,8 km vers le nord, jusqu'au chemin du 2e rang est ;
- 2,2 km vers le nord, jusqu'à la limite entre Saint-Épiphane et L'Isle-Verte où il y a une zone de marais ;
- 2,1 km vers le nord-ouest dans L'Isle-Verte, en formant une courbe vers le nord-est et en recueillant les eaux du ruisseau des Prairies (venant du nord-est), pour aller retraverser la limite de Saint-Épiphane ;
- 1,9 km vers le sud-ouest, jusqu'à la route des Sauvages nord ;
- 5,2 km vers le sud-ouest, en serpentant jusqu'au chemin du rang A ;
- 1,6 km vers l'ouest, en serpentant jusqu'à la limite entre Saint-Épiphane et L'Isle-Verte ;
- 1,0 km vers le nord, jusqu'à sa confluence[2].

La rivière à la Fourche se déverse sur la rive est de la rivière Verte, dans la municipalité de L'Isle-Verte. La confluence de la rivière à la Fourche est située  près de la limite municipale de Saint-Arsène, à 5,3 km au nord du centre du village de Saint-Épiphane, à 2,0 km en aval du pont de la route Pelletier de Saint-Arsène et à 2,0 km en amont de la confluence du cours d'eau Le Grand Ruisseau.

## Toponymie
Le toponyme rivière à la Fourche a été officialisé le 5 décembre 1968 à la Commission de toponymie du Québec.